# Hidroxiquinol
Hidroxiquinol é um benzenotriol.
É um produto de biodegradação da catequina formado por Bradyrhizobium japonicum.
Hidroxiquinol 1,2-dioxigenase é uma enzima que usa hidroxiquinol e O2 para produzir 3-hidroxi-cis,cis-muconato.